# Universität Clermont-Ferrand
Die Universität Clermont-Ferrand (französisch Université de Clermont-Ferrand) war die staatliche Universität der Auvergne. Seit 1969 existieren in der südostfranzösischen Stadt Clermont-Ferrand, durch die Umstrukturierungen durch das Loi Faure im französischen Hochschulsystem im Gefolge der Studentenunruhen von 1968, zwei verschiedene Universitäten. Beide liegen in der Stadt, die Zentrum der Region Auvergne ist.
Die zwei Universitäten der Stadt sind:
- Universität der Auvergne Clermont-Ferrand I
- Universität Blaise Pascal Clermont-Ferrand II